# EPISEINE
EPISEINE (Ensemble pour la Prévention des Inondations sur le bassin de la Seine), est un service gratuit qui a pour but de fédérer les acteurs et susciter la prise de conscience et l’engagement, afin de développer une véritable culture du risque inondation. L’enjeu est de taille : aider les franciliens à mieux se préparer, afin de limiter les dégâts humains et matériels occasionnés par les crues.
Initié et porté par l’établissement public territorial de bassin Seine Grands Lacs dans le cadre du programme d’action de prévention des inondations (PAPI) de la Seine et de la Marne franciliennes, le dispositif EPISEINE est développé en partenariat avec la direction régionale et interdépartementale de l'Environnement et de l'Énergie et la préfecture de police de Paris. 
Le dispositif EPISEINE s’appuie principalement sur trois outils : un site internet (episeine.fr), des ressources pédagogiques (formations en présentiel, formation en ligne, vidéos de sensibilisation, retours d’expériences, jeux, etc.) et des réseaux sociaux alimentés régulièrement en contenu et en actualités. Le dispositif utilise un ton ludique et des outils concrets. La démarche vise principalement à faciliter la mise en œuvre d’actions de sensibilisation menées par des acteurs relais à l’échelle locale (la commune, l’association, l’entreprise, le voisin).

## Contexte

Logo de l'EPTB Seine Grands Lacs.

### Seine Grands Lacs
Le portage du projet est assuré par l’établissement public territorial de bassin Seine Grands Lacs. Ce syndicat mixte regroupe la Ville de Paris, les départements des Hauts-de-Seine, du Val-de-Marne, de la Seine-Saint-Denis ainsi que les communautés d’agglomération de Troyes Champagne Métropole et de Saint-Dizier Der et Blaise. Sa mission historique est l’exploitation de quatre lacs-réservoirs situés en amont du bassin de la Seine afin d’écrêter les crues d’hiver et de printemps et de soutenir le débit de ces cours d’eau en été en automne.

### Le risque inondation en Ile-de-France

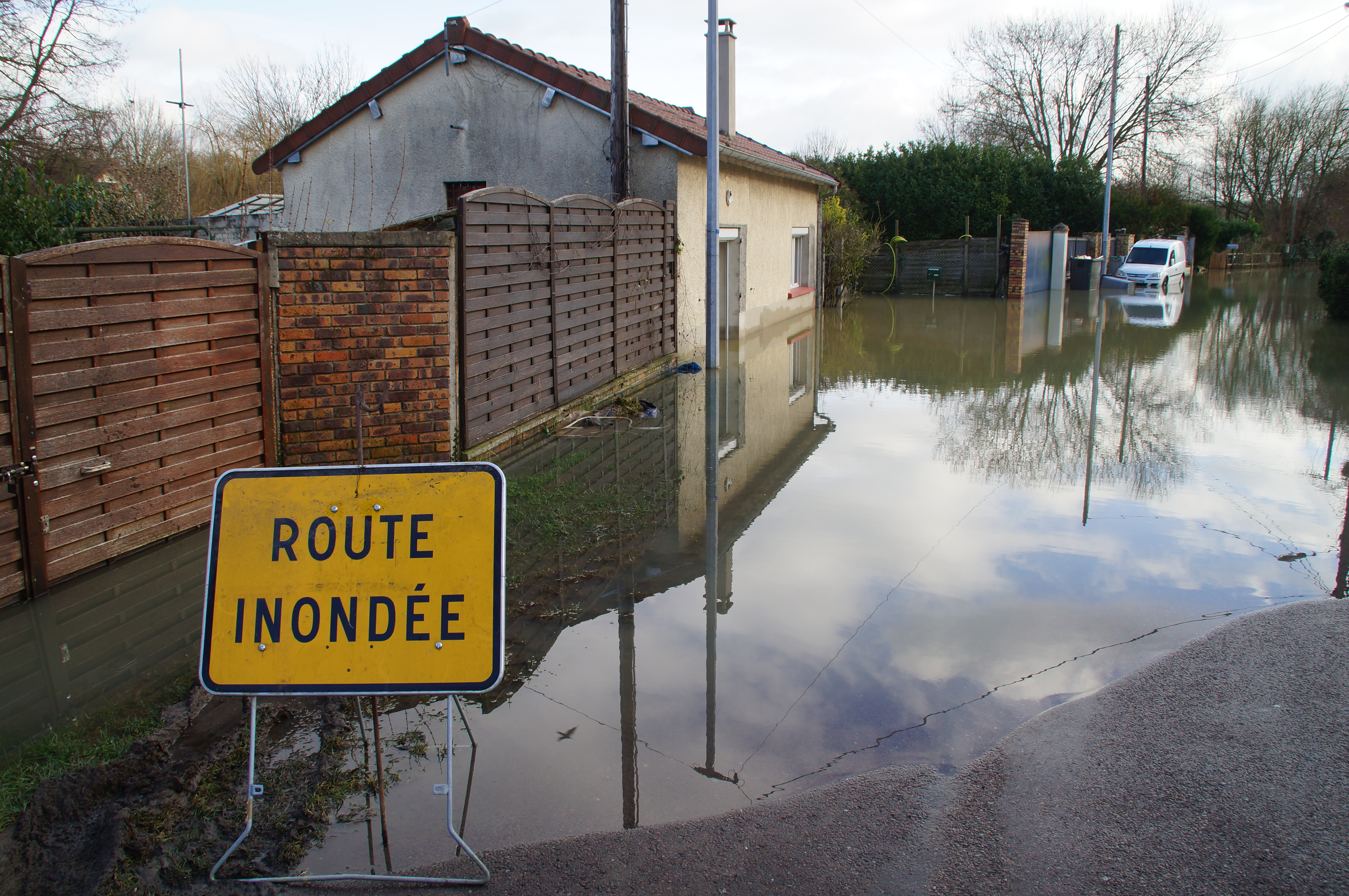
Crue de 2018 à Esbly.

Le risque inondation par débordement et remontée de nappes constitue le principal risque d’origine naturelle affectant le territoire francilien. Selon les estimations réalisées par les services de l’État, un Francilien sur deux serait touché directement ou indirectement par la prochaine crue de la Seine et de la Marne. 
Les crues de la Seine et de la Marne sont des crues à cinétique lente. Ces phénomènes sont prévisibles quelques jours à l’avance. Le niveau de l’eau monte pendant plusieurs jours, se stabilise et peut mettre quelques semaines à redescendre, à un niveau normal. Sur un épisode de crue dite centennale (1 chance sur 100 de se reproduire chaque année), similaire à celle vécue en début d’année 1910, les phénomènes de crues et d’inondations peuvent durer près de deux mois. Si ce phénomène se reproduisait aujourd’hui, la capitale et sa région tourneraient au ralenti, au rythme de la crue et ensuite de la reconstruction des infrastructures et des bâtiments. 
En cas de crue en région francilienne, les inondations ont lieu par débordement des cours d’eau et par remontée des nappes alluviales. Les effets de la crue touchent non seulement les zones inondables mais également des secteurs hors d’eau impactés par l’indisponibilité des réseaux,. Une crue peut avoir des impacts sur les réseaux d’énergie, de production et d’assainissement des eaux, sur les réseaux de transports ainsi que sur les réseaux de télécommunications,. Une crue similaire à celle de janvier-mars 1910 aurait aujourd’hui un coût estimé à plus de 30 milliards d’euros de dommages directs et des pertes de PIB à hauteur de 60 milliards d’euros sur 5 ans. À l’échelle de la région francilienne, près de 400 000 emplois seraient affectés, 5 millions de personnes sinistrées, 1,5 million de personnes sans électricité et 1.3 million sans eau potable.

### Les ouvrages de protection

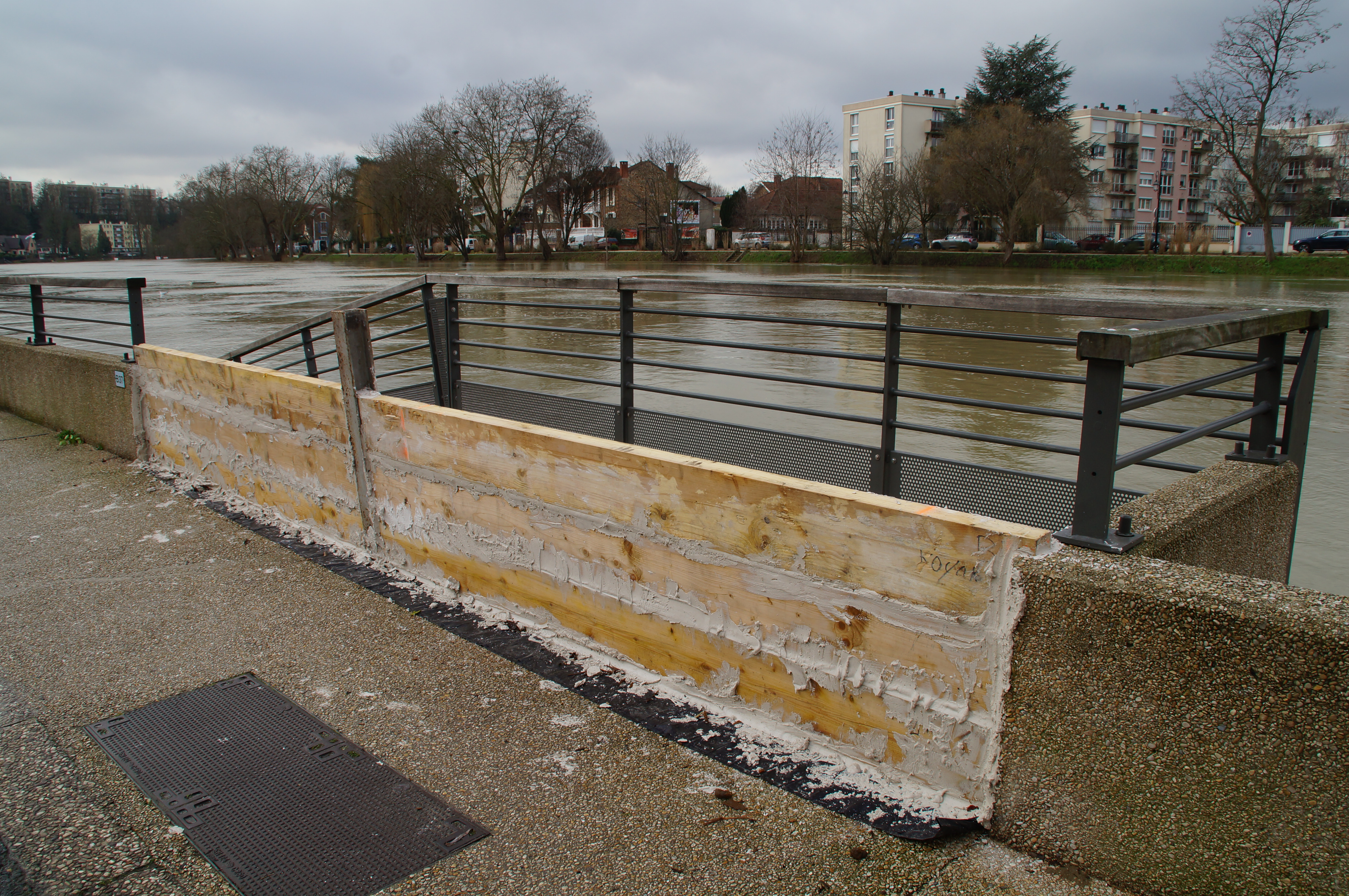
Murette de protection dans le Val-de-Marne

L’établissement public territorial de bassin Seine Grands Lacs exploite quatre lacs-réservoirs en amont du bassin de la Seine construits entre les années 1930 et 1990. Ces ouvrages permettent de limiter les crues en hiver et au printemps et ainsi de diminuer le risque, sans pour autant le faire disparaître. En moyenne, en cas de crue similaire à 1910, ces lacs-réservoirs permettent de faire baisser le niveau d’eau sur la Seine à Paris de 65 à 70 centimètres . Bien qu’un cinquième ouvrage soit en projet (le casier pilote de la Bassée) ces mesures structurelles restent insuffisantes pour protéger la région francilienne.
Si les barrages, lacs-réservoirs, digues et murettes jouent un rôle essentiel pour limiter les débordements en cas de crues faibles ou moyennes, l’efficacité des ouvrages est conditionné à la capacité des territoires de déployer et mettre en œuvre des mesures et des comportements adaptés à la situation de crise.

## Le dispositif EPISEINE

### Historique
Pour compléter les infrastructures de prévention des inondations existantes (digues, murettes, vannes…), l’EPTB Seine Grands Lacs a pris l’initiative d’une action d’information, de sensibilisation et de formation : le dispositif EPISEINE. Lancé en 2018 dans le cadre du programme d’actions de prévention des inondations (PAPI) de la Seine et de la Marne franciliennes et animé par les agents de l’établissement public territorial de bassin Seine Grands Lacs, ce dispositif a vocation à sensibiliser, informer et former les franciliens et à développer une culture du risque à l’échelle de la région Île-de-France.

### Culture du risque
Les franciliens sont insuffisamment préparés et informés sur le risque inondation pouvant affecter leur région. Un sondage Ipsos de 2017 rapporte qu’1/3 des franciliens pensent que l’Ile-de-France n’est pas exposée à une crue de grande ampleur. Les conséquences d’une crue sont également sous-estimées par 80% des sondés qui estiment sa durée à un mois ou moins. Les réflexes et les comportements à adopter en cas d’inondation sont ignorés : 65% des interrogés pensent que la première chose à faire est de se mettre à l’abri en hauteur. Des amalgames sont ainsi souvent faits entre les crues rapides du Sud de la France et les crues à cinétique lente du bassin de la Seine et de la Marne.

### Objectif
L’objectif du dispositif EPISEINE est de préparer et responsabiliser les habitants en leur montrant que chacun à son niveau joue un rôle important pour limiter les conséquences d’une inondation. Malgré les crues récentes de mai-juin 2016 et janvier-février 2018, pour beaucoup le risque semble lointain. Le risque peine à gagner en visibilité. Pour traiter un sujet sérieux et potentiellement anxiogène, le dispositif privilégie un ton et des outils ludiques et concrets afin de dédramatiser au maximum les phénomènes de crues. 
Le dispositif s’adresse à trois grandes cibles : 
- Le grand public et les habitants de la région francilienne[2]
- Les collectivités et services publics
- Les entreprises[12]

Le dispositif vise à sensibiliser, former et outiller des acteurs locaux (citoyens, entreprises, services publics, élus, etc.) pour qu’ils puissent porter à leur niveau des actions concrètes auprès de leurs pairs.
Financé par l’établissement public territorial de bassin Seine Grands Lacs et subventionné à hauteur de 80% dans le cadre du programme d’action de prévention des inondations de la Seine et de la Marne Franciliennes, par le fonds Barnier et le fonds européen de développement régional, le dispositif EPISEINE se veut ouvert et accessible au plus grand nombre. L’ensemble des contenus produits est disponible gratuitement sous une licence ouverte Etalab. 
Ce dispositif a vocation à être décliné sur l’ensemble du périmètre de reconnaissance de l’établissement.

## L'animation du dispositif

### Site internet: episeine.fr
La principale incarnation du dispositif EPISEINE est son site internet et son centre de ressources. Ce site collaboratif est actualisé et alimenté par les différents membres du réseau et partenaires d’EPISEINE. 
En plus de permettre l’accès aux différentes actualités et ressources mises à disposition, le site internet permet, à l’aide d’une carte interactive, de savoir si son logement se situe ou non en zone inondable. 

### Ressources pédagogiques
Le dispositif EPISEINE met à disposition divers types de ressources à destination de différents types de publics afin d’en savoir plus sur le risque inondation et comment s’y préparer. Quelques exemples incluent : 
- Des formations : en présentiel ou en ligne[1]
- Des vidéos de sensibilisation[4]
- Un kit de communication à destination des collectivités  territoriales
- Des jeux[5],[8]
- Un Escape Game sur le sujet de la crue centennale[4]

### Réseaux sociaux
Pour faire connaître les bons comportements, le dispositif EPISEINE s’appuie aussi sur une importante communication digitale à l’aide des réseaux sociaux. Des pages sont animées sur Facebook, Twitter, LinkedIn et Instagram et permettent de toucher le plus grand nombre : des professionnels aux grand public sur toutes les tranches d’âge,.
En 2019, deux campagnes visant à lutter contre les idées reçues sur l’inondation ont été réalisées sur les réseaux sociaux. Ce sont près de 3 millions de Franciliens qui ont visionné ces contenus. En tout, 400 000 personnes ont vu ces vidéos de sensibilisation en entier, générant près de 30 000 entrées sur le site.